# Saputo Stadium
Saputo Stadium (franceză Stade Saputo) este un stadion de fotbal din Parcul Olimpic din Montreal, Quebec, Canada. Stadionul a fost inaugurat pe 21 mai 2008 și este stadionul pe care își desfășoară meciurile de pe teren propriu echipa Montreal Impact. Stadionul este construit pe fostul teren de atletism folosit la Jocurile Olimpice de Vară din 1976, stadionul având pe latura vestică o vedere către turnul înclinat al Stadionului Olimpic. Stadionul are o capacitate de 20.801 de locuri, fiind al doilea cel mai mare stadionul de fotbal din Canada, după BMO Field din Toronto.

## Construirea
Stadionul a costat CA$17 milioane ($18.9 în 2017), 7,5 milioane dolari fiind plătite de către familia Saputo, restul fiind o finanțare pe o perioadă de 25 de ani. Stadionul Saputo este sediul administrativ al echipei de fotbal Montreal Impact și include, de asemenea, un teren de antrenament, 34 de apartamente corporatiste și zone de agrement pentru jucători. Complexul se întinde pe aproximativ 150.000 de metri pătrați. A fost conceput și fabricat de către Dant Clayton Corporation și construit de Broccoli Construction Inc.
Stadionul dispune de o suprafață de joc cu gazon natural și se pare că din acest motiv este preferat stadionului BMO Field de către echipa națională de fotbal a Canadei. De atunci, BMO Field a instalat un gazon natural încălzit și complet irigat, similar cu cele găsit în Premier League.
Anticipând intrarea echipei din Montreal în Major League Soccer, s-au făcut planuri de a extinde stadionul de la 13.034 de locuri la 20.000 pentru a face față prezenței anticipate. Guvernul din Quebec a oferit 23 de milioane de dolari pentru renovarea și extinderea stadionului (costul total al stadionului a fost, prin urmare, de aproximativ 40 de milioane de dolari). Planurile de construcție au intrat în vigoare după ce MLS a acordat Montrealului cea de a nouăsprezecea franciză, echipa începând să joace din sezonul 2012.

## Utilizarea sportivă
Primul meci de acasă pentru Montreal Impact pe acest stadion a avut loc pe 19 mai 2008 cu un joc încheiat la egalitate împotriva celor de la Vancouver Whitecaps FC. Primul gol al Montreal Impact pe acest stadion a fost marcat de Rocco Placentino împotriva celor de la Charleston Battery pe 13 iunie 2008. Atunci a fost și prima victorie pe acest stadion, cu scorul de 1-0. Primul meci al celor de la Impact pe stadionul renovat și extins s-a jucat pe data de 16 iunie 2012 împotriva celor de la Seattle Sounders FC. Impact a câștigat meciul cu scorul de 4-1.
Primul meci internațional pe stadionul Saputo a fost meciul retur din 20 iunie 2008 în cea de a doua etapă a preliminariilor CONCACAF pentru Cupa Mondială din 2010.

## Galerie

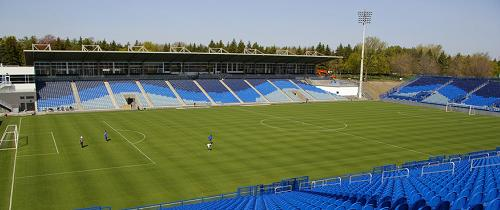
Vedere din interior ]nainte de extinderea stadionului
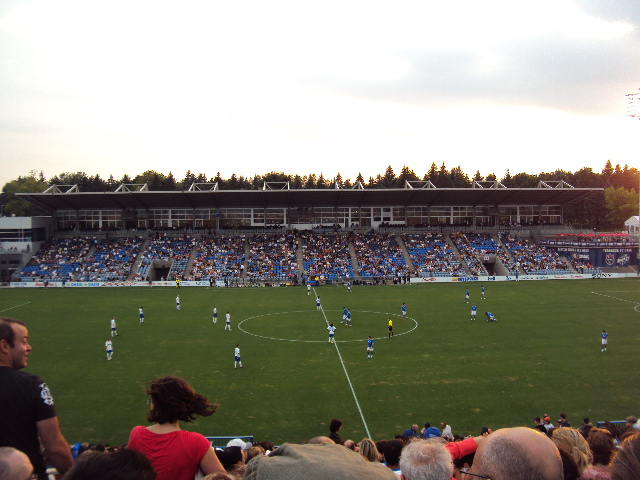
Tribuna Preferențială înaintea extinderii
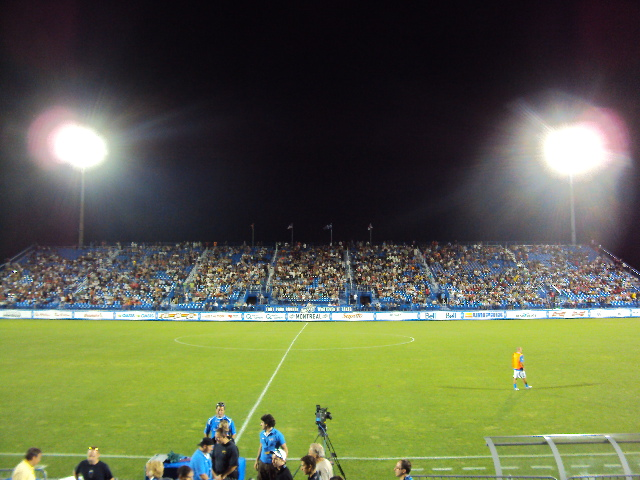
Stadionul Saputo noaptea înainte de extindere
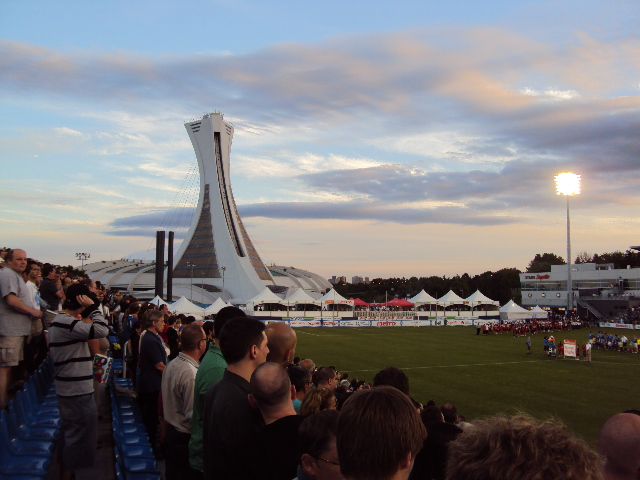
Stadionul în 2010 înainte de extindere
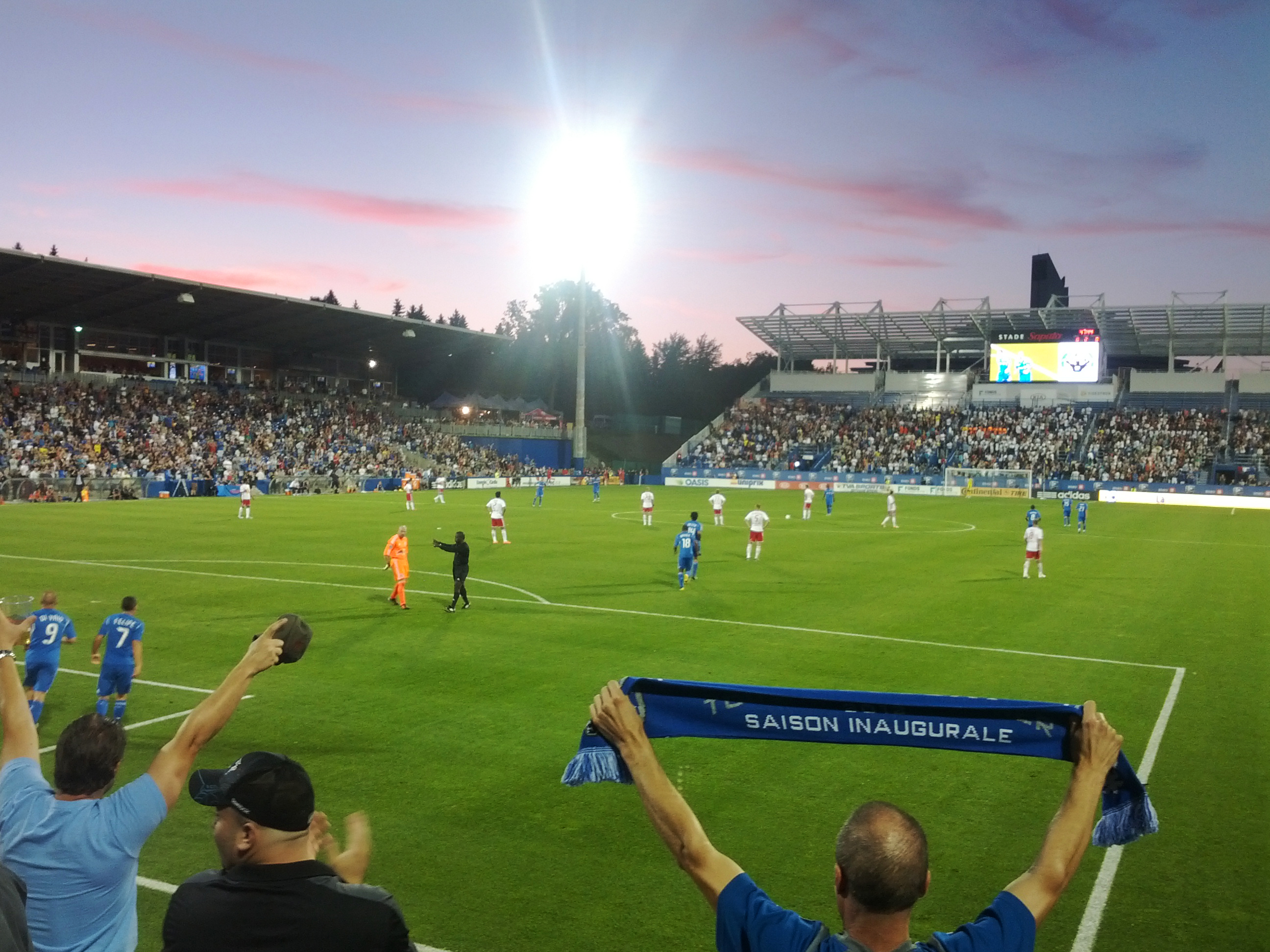
Impact contra New York Red Bulls
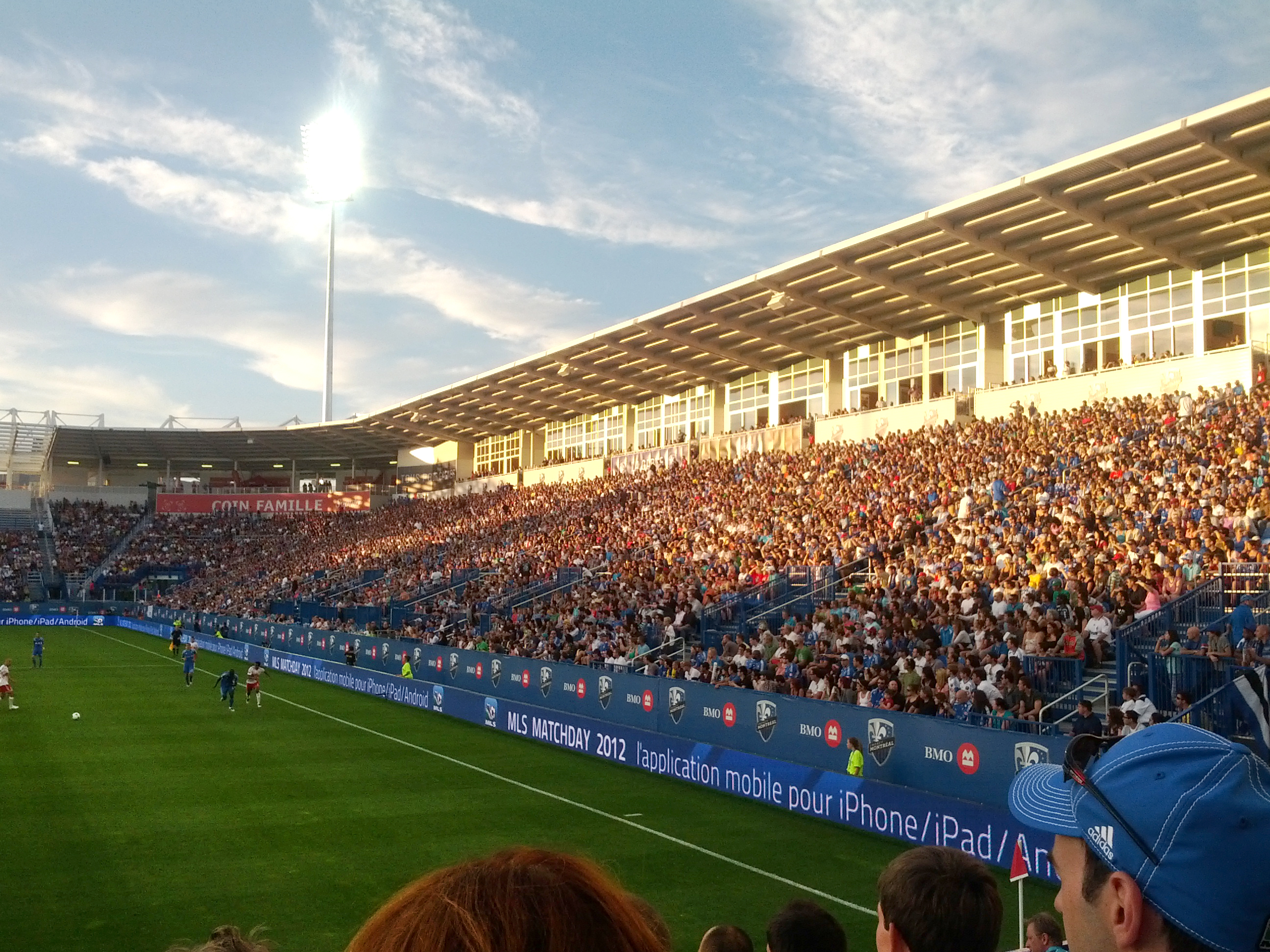
Stadionul plin în meciul cotnra New York în 2012
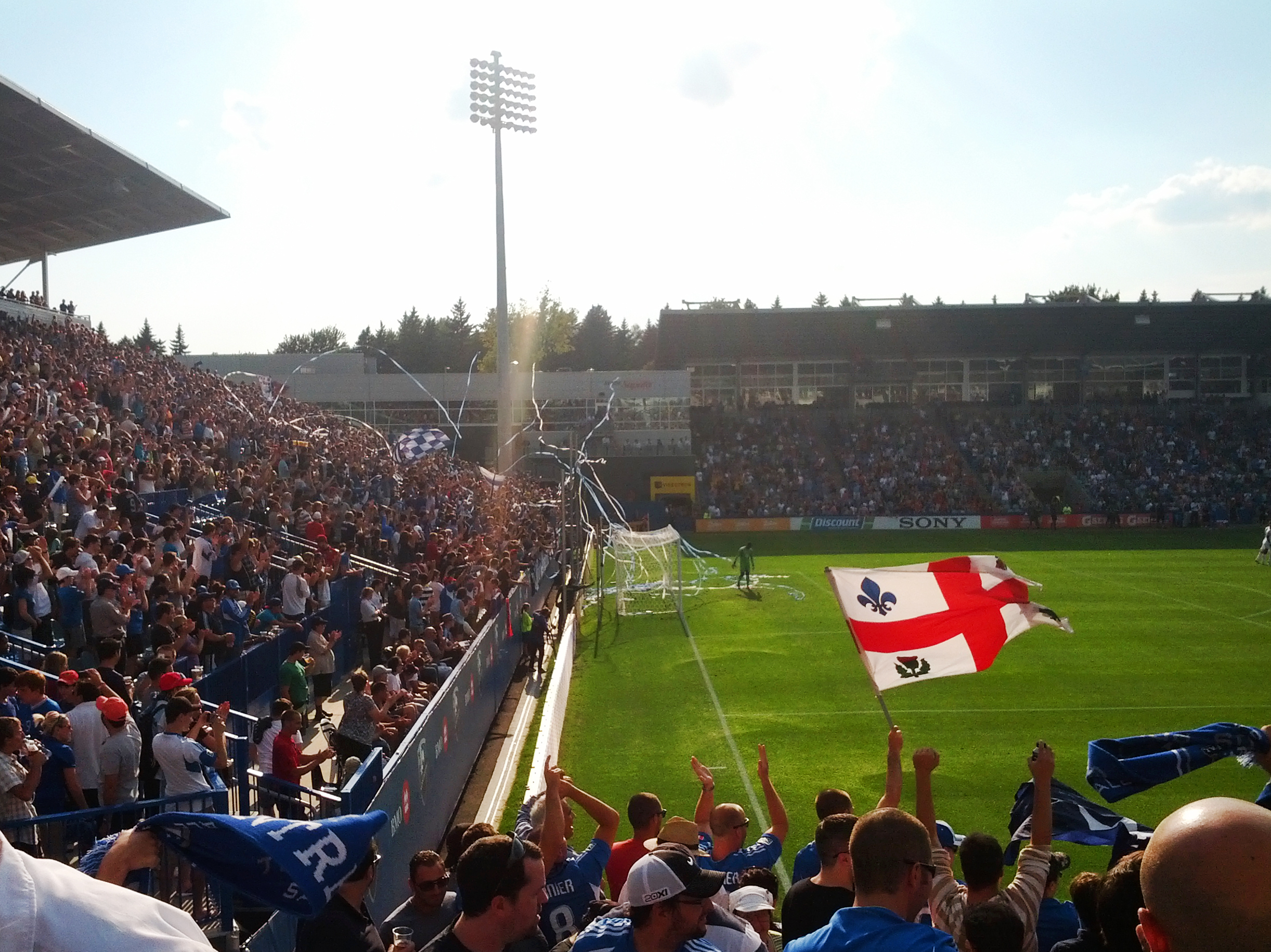
Celebrarea golului în meciul contra D.C. United
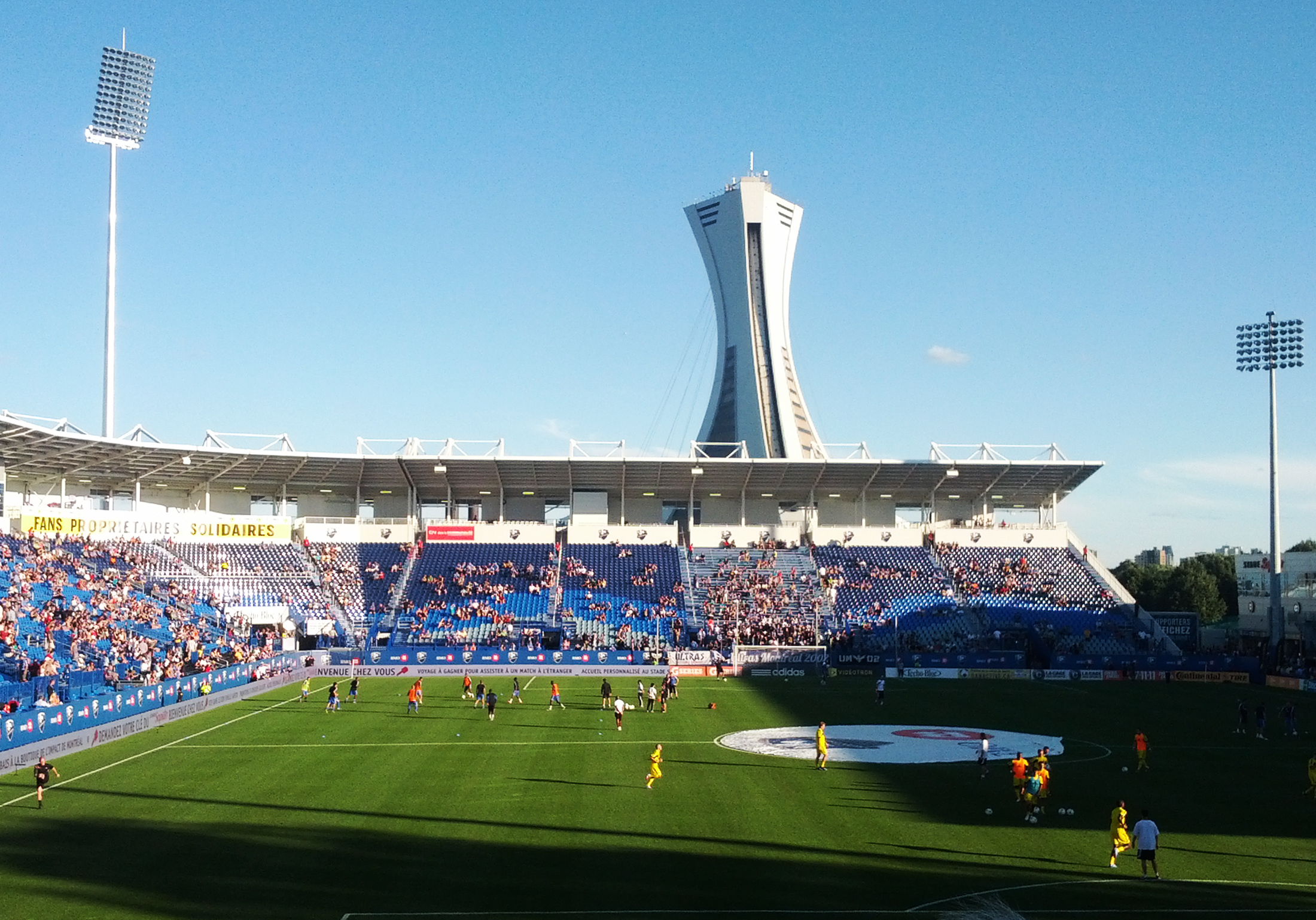
Stadionul în iulie 2012 după extindere
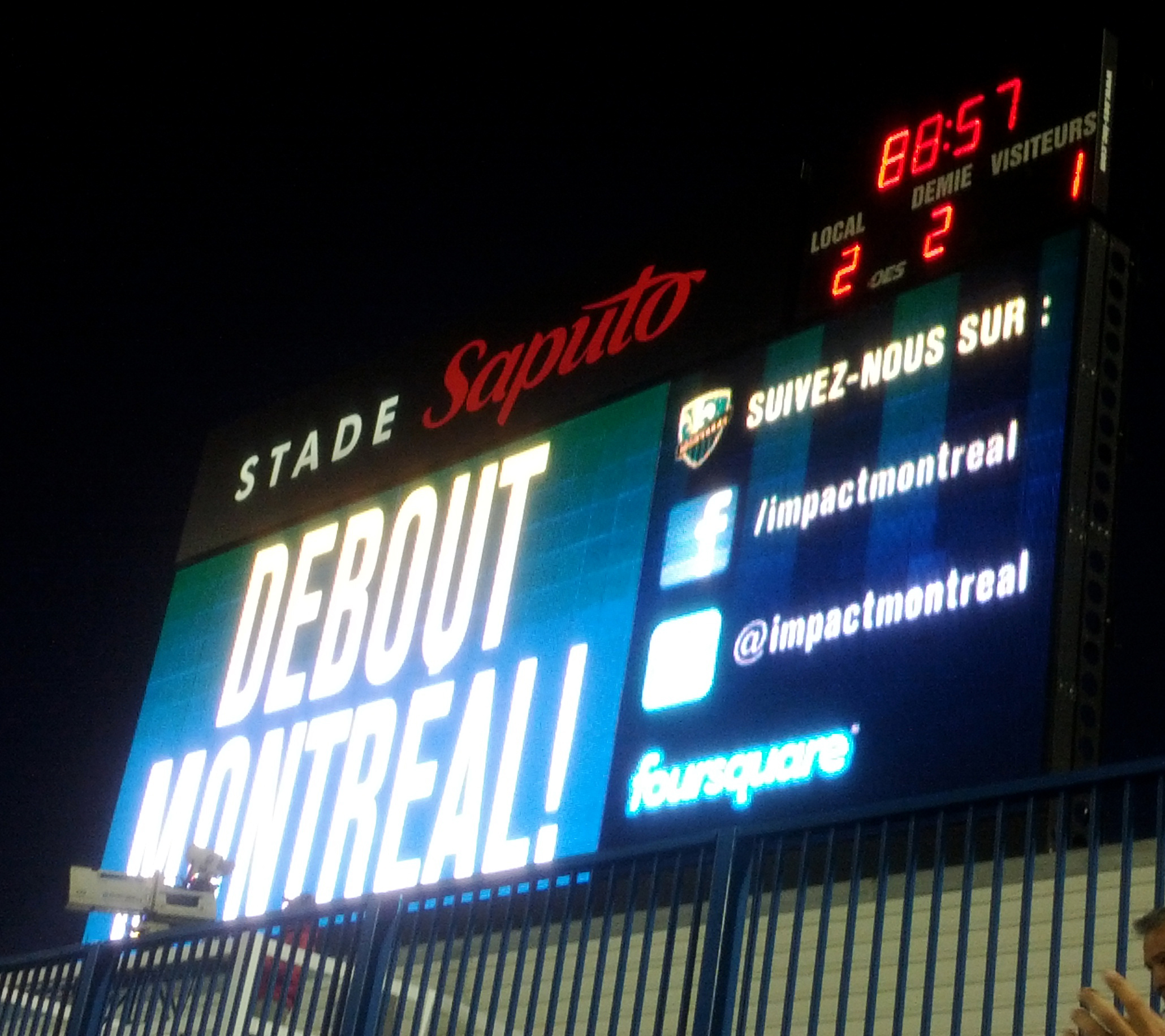
Tabela stadionului Saputo